# لوتشي (جالبة الحظ)
لوتشي (بالإيطالية: Luce) أو لوسي (بالإنجليزية) وتعني « النور » بالإيطالية. هي التميمة أو جالبة الحظ الرسمية ليوبيل الكنيسة الكاثوليكية لعام 2025م. تم تصميمها من قِبل مؤسس توكيدوكي سيموني ليجنو ، وهي تمثل الحاج الكاثوليكي. لدى لوتشي كلب أليف اسمه «سانتينو» وأصدقاء هم: «في»، و«شين»، و«سكاي». تمت مقارنة تصميمات لوتشي وأصدقائها بشخصيات الأنمي.

## وصف
لدى لوتشي شعر أزرق وترتدي سترة مطر صفراء، والتي تم تلوينها في إشارة إلى علم الفاتيكان وكذلك رمزًا لـ «الرحلة عبر عواصف الحياة». وهي تحمل عصا الحجاج ، والتي تمثل «الحج نحو الأبدية»، وترتدي أحذية ملطخة بالطين لتمثل «رحلة طويلة وصعبة». عيناها لها لمسات مميزة على شكل صدفة، وهو رمز تقليدي للحج الكاثوليكي، حيث كانت الأصداف تستخدم بدلاً من الكأس قبل أن تصبح الأخيرة شائعة؛ وقد وُصفت عيناها اللامعتان بأنها «رمز لأمل القلب». كما ترتدي لوتشي مسبحة حول رقبتها.
قال سيمون ليجنو ، مصمم لوتشي، إنه يأمل أن «تتمكن لوتشي من تمثيل المشاعر التي تتردد في قلوب الأجيال الشابة».

## تاريخ
تم الكشف عن لوتشي من قِبل رئيس الأساقفة «رينو فيسيكلا» من دائرة التبشير في 28 أكتوبر 2024م. وقال إنه استوحى فكرته من رغبة الكنيسة الكاثوليكية في «العيش حتى داخل الثقافة الشعبية المحبوبة للغاية من قبل شبابنا». ستمثل لوتشي الفاتيكان في معرض لوكا للكوميك والألعاب في عام 2024م،  وهي المرة الأولى التي يشارك فيها الفاتيكان رسميًا في مؤتمر للقصص المصورة، وسيظهر في معرض إكسبو 2025 في أوساكا باليابان.

## استقبال
بعد الكشف عن لوتشي، سرعان ما انتشرت ميمز على الإنترنت ورسومات معجبين. أطلق مستخدمو مواقع الويب مثل تويتر النكات حول اعتناق الكنيسة الكاثوليكية لصور الأنمي، وأجرى البعض مقارنات بين تصميم لوتشي وتصميم «آي أوهتو»، بطلة وندر ايغ بريوريتي، و«ري أيانامي»، شخصية ذات شعر أزرق من نيون جينيسيس إيفانجيليون.
أثارت لوتشي ردود فعل متباينة بين الكاثوليك على الإنترنت. في حين وافق عليها كثيرون، انتقدها بعض المعلقين الأكثر تقليدية باعتبارها «حديثة للغاية وسخيفة» لتمثيل الكاثوليكية.